# Риашуш
Риашуш (порт. Riachos) — фрегезия в Португалии, входит в округ Сантарен. Является составной частью муниципалитета Торриш-Новаш. По старому административному делению входил в провинцию Рибатежу. Входит в экономико-статистический субрегион Медиу-Тежу, который входит в Центральный регион. Население составляет 5420 человек на 2021 год. Занимает площадь 14,56 км².
1. ↑  João Carlos Lopes. Torres Novas: História e Património (порт.). — 2010.